# Halocypretta
Halocypretta is een geslacht van kreeftachtigen uit de klasse van de Ostracoda (mosselkreeftjes).

## Soorten
- Halocypretta parvirostrata Chavtur & Stovbun, 2008
- Halocypretta profunda Angel, 2013
- Halocypretta striata Müller, G.W., 1906